# Sumer
Sumer (tiếng Akkad Šumeru; tiếng Sumer 𒆠𒂗𒂠 ki-en-ĝir15) là một nền văn minh cổ đại và cũng để chỉ khu vực lịch sử ở phía nam Lưỡng Hà (Iraq ngày nay), bao gồm vùng đồng bằng rộng lớn nằm giữa sông Tigris và Euphrates, phía đông nam giáp Vịnh Ba Tư. Nền văn minh Sumer phát triển từ cuối thiên niên kỷ 4 cho đến hết thiên niên kỷ 3 TCN, và là một trong những nền văn minh đầu tiên được biết đến trên thế giới, cùng với Ai Cập cổ đại, Norte Chico và văn minh lưu vực sông Ấn.
Ngôn ngữ chính ở Sumer là tiếng Sumer, một ngôn ngữ biệt lập chưa rõ nguồn gốc, tồn tại song song với các ngôn ngữ khác, chủ yếu là tiếng Akkad, một ngôn ngữ Semit đến từ phía bắc của Hạ Lưỡng Hà. Trong các nghiên cứu gần đây về Sumer, thuật ngữ Sumer bao gồm toàn bộ lịch sử của Hạ Lưỡng Hà trong giai đoạn này chứ không để chỉ riêng minh các quốc gia Sumer.
Nền văn minh Sumer trải qua một số giai đoạn chính. Thời kỳ Uruk cuối cùng (k. 3400–3100 TCN) đánh dấu sự ra đời của chữ viết, cùng với thể chế nhà nước và thành thị, lan tỏa ảnh hưởng văn hóa từ miền nam Lưỡng Hà đến các khu vực lân cận. Các triều đại đầu tiên (k. 2900–2340 TCN) bao gồm nhiều tiểu vương quốc độc lập cùng tồn tại và đối nghịch với nhau, thường được gọi là các "thành bang" (Uruk, Ur, Lagash, Umma-Gisha, Kish,...). Cuối cùng chúng được thống nhất bởi Đế chế Akkad (k. 2340–2190 TCN), cai trị bởi người Semit từ phía Bắc và bao gồm toàn bộ Lưỡng Hà cùng một số khu vực lân cận. Sau sự sụp đổ của đế chế Akkad, triều đại thứ ba của Ur (k. 2112–2004 TCN) của người bản địa Sumer nổi dậy và thống trị hầu hết Lưỡng Hà, là sự "phục hưng Sumer" cuối cùng trong lịch sử khu vực. Trong giai đoạn này, tiếng Sumer đã không còn là ngôn ngữ chính nhưng vẫn là ngôn ngữ của giới thượng lưu.
Sau khi nền văn minh Sumer được tái phát hiện vào thế kỉ 19, các tư liệu khảo cổ cho thấy người Sumer có ảnh hưởng rất lớn đến các nền văn minh cổ đại sau này, đặc biệt là ở Lưỡng Hà. Tuy họ không phải nhân tố duy nhất, song người Sumer đóng vai trò quyết định trong việc hình thành nền văn minh Lưỡng Hà. Đặc biệt, họ đã góp phần xây dựng những nhà nước đầu tiên với thể chế và chính quyền phức tạp, phát triển những xã hội thành thị đầu tiên cũng như các kỹ thuật khác nhau trong các lĩnh vực nông nghiệp, xây dựng, luyện kim và thương mại. Hệ thống số đếm của người Sumer có ảnh hưởng đến những nền văn hóa sau này và vẫn được áp dụng cho đến tận ngày nay.

## Định nghĩa Sumer
Thuật ngữ Sumer được lấy từ các văn bản cổ, xuất phát từ thuật ngữ tiếng Akkad Šumeru, chỉ vùng đất cực nam Lưỡng Hà, phân biệt với vùng đất Akkad ở phía bắc (Akkadum trong tiếng Akkad và ki-uri trong tiếng Sumer) của tộc người Semit nói tiếng Akkad. Các nhà sử học sau này đã tạo ra thuật ngữ "Sumer" để chỉ những người sống ở trong khu vực và nói ngôn ngữ này.
Người Sumer tự gọi mình là ùĝ saĝ gíg-ga (chữ hình nêm: 𒌦 𒊕 𒈪 𒂵, phiên âm: /uŋ saŋ giga/, nghĩa đen: "người đầu đen"), và gọi vùng đất của họ là ki-en-gi(-r) (chữ hình nêm: 𒆠𒂗𒄀, nghĩa đen 'đất' + 'vua chúa' + 'cao quý'), nghĩa là "vùng đất của Vua". Người Akkad cũng gọi người Sumer là "người đầu đen", hay tsalmat-qaqqadi trong tiếng Akkad.
Từ Šumeru trong tiếng Akkad có thể là tên gọi địa lý trong phương ngữ, nhưng chưa thể xác định chắc chắn về sự phát triển âm vị dẫn đến thuật ngữ šumerû trong tiếng Akkad. Từ Shinar trong tiếng Hebrew, từ Sngr trong tiếng Ai Cập, và Šanhar(a) trong tiếng Hitti, đều để chỉ vùng nam Lưỡng Hà, có thể là những biến thể phương tây của Šumeru. Thuật ngữ "tiếng Sumer" cũng được đề cập trong các văn bản cổ (eme-gi trong tiếng Sumer và šumeru trong tiếng Akkad) ở thời Babylon sau này.

### Vùng đất
Vùng đất Sumer trong thiên niên kỷ 3 có diện tích khoảng 30.000 km vuông, nằm ở phía nam của vùng đồng bằng châu thổ sông Tigris và Euphrates. Phía Bắc tới Nippur, biên giới Sumer và Akkad, phía nam tới Vịnh Ba Tư, khi đó vẫn ở sâu trên phía bắc xa hơn nhiều so với ngày nay, bao gồm từ Eridu đến phía nam Lagash. Phía tây giáp sa mạc Syro-Arab rộng lớn ở Thượng Lưỡng Hà, phía đông kéo dài đến vùng đồi ở chân dãy Zagros, sau này là Elam. Sumer bị thống trị bởi một số thành bang chính: Ur, Uruk, Eridu, Girsu, Lagash, Shuruppak, Adab, Umma, Zabalam, Nippur. Vùng đất Sumer có khí hậu khô cằn như ngày nay, với địa hình bằng phẳng và các con sông là ranh giới tự nhiên chính. Bên cạnh các khu vực cận sa mạc, Sumer cũng bao gồm một số vùng đầm lầy ẩm ướt, bao gồm nhiều khu vực ven biển.

### Tiếng nói
Ngôn ngữ Sumer là một ngôn ngữ biệt lập, cho đến nay vẫn chưa xác định được mối quan hệ với một ngôn ngữ nào khác. Do đó, việc tái cấu trúc âm vị học tiếng Sumer vẫn còn hạn chế, trong khi ngữ pháp và từ vựng của nó được tìm hiểu rõ hơn hơn nhờ các văn bản cổ và các bộ từ vựng song ngữ Sumer-Akkad được soạn bởi các kinh sư. Hơn nữa, hai ngôn ngữ này có sự tương tác sâu sắc, tạo thành một vùng cộng sinh ngôn ngữ Sumer-Akkad. Tiếng Sumer có lẽ đã không còn được nói vào khoảng năm 2000 trước Công nguyên (thời kỳ chính xác đang được tranh luận), nhưng vẫn được sử dụng trong thờ phụng và văn học, như trường hợp của tiếng Latin ở châu Âu thời trung cổ và hiện đại.

### Dân tộc
Có nhiều tranh cãi về dân tộc Sumer. Các nhà sử học cuối thế kỷ 19 và nửa đầu thế kỷ 20 bị ảnh hưởng bởi vấn đề chủng tộc đang thịnh hành vào thời điểm bấy giờ, đã tìm cách xác định các đặc trưng của một "chủng tộc Sumer", dựa trên hình ảnh người Sumer được thể hiện trong nghệ thuật. Từ đó, họ cho rằng người Sumer có thói quen cạo tóc và râu, không giống như người Semit lông lá và để râu rậm. Các phương pháp nhân chủng học ngoại hình đã được áp dụng để tìm cách phân biệt các dạng hộp sọ của người Sumer và người Semit lân cận. Nhìn chung, các nhà sử học thường cho rằng đã một cuộc xung đột chủng tộc giữa người Sumer và người Semit, và coi đây là một chủ đề lớn trong nghiên cứu lịch sử chính trị thời bấy giờ. Tuy nhiên, theo Thorkild Jacobsen năm 1939, cư dân miền nam Lưỡng Hà không có sự phân biệt chủng tộc rõ nét và cũng không xung đột vì lý do này.
Sau khi các cuộc tranh luận về vấn đề "chủng tộc" bị bác bỏ, thuật ngữ "Sumer" được dùng để chỉ những người nói tiếng Sumer trong cuộc sống hàng ngày hoặc những người sống ở các quốc gia Sumer dùng tiếng Sumer làm ngôn ngữ viết thông dụng nhất. Tuy nhiên, chưa thể chắc chắn rằng một thành phố ở một thời kỳ nhất định dùng tiếng Sumer làm ngôn ngữ viết chính sẽ đi kèm với việc người dân sử dụng nó làm tiếng phổ thông. Một cách khác để xác định người nói tiếng Sumer là thông qua tên của họ, bởi vì người dân Nam Lưỡng Hà ở thiên niên kỷ thứ 3 chủ yếu có tên tiếng Sumer hoặc tiếng Akkad. Các nghiên cứu cho thấy một quốc gia Sumer là nơi mà các văn bản viết bằng tiếng Sumer chiếm đa số, cũng như con người có tên tiếng Sumer, có thể bao gồm các yếu tố tiếng Akkad nếu ở những khu vực gần phía bắc có đông người nói tiếng Semit. Còn một số ý kiến trái ngược, nhưng đa số các nhà sử học bác bỏ các ý kiến cho rằng hai nhóm người đối lập nhau và có xung đột trong những thời kỳ nhất định, cho rằng họ là những quần thể sống cộng sinh.

## Các thành bang Sumer
Tới cuối thiên niên kỷ 4 TCN, Sumer bao gồm nhiều thành bang độc lập, được ngăn cách bởi các con kênh đào và tường thành. Mỗi thành bang có trung tâm là một ngôi đền thờ một vị thần bảo trợ riêng và được cai trị bởi một tu sĩ (ensi) hay một vị vua (lugal) có mối liên hệ đặc biệt với đền thờ.
Năm thành bang "đầu tiên" được cho là có tồn tại vương quyền ở thời Sơ kỳ triều đại, trước trận lụt, theo Danh sách vua Sumer:
1. Eridu (Tell Abu Shahrain)
2. Bad-tibira (có thể là Tell al-Madain)
3. Larsa (Tell as-Senkereh)
4. Sippar (Tell Abu Habbah)
5. Shuruppak (Tell Fara)

Các thành bang lớn khác:
1. Uruk (Warka)
2. Kish (Tell Uheimir & Ingharra)
3. Ur (Tell al-Muqayyar)
4. Nippur (Afak)
5. Lagash (Tell al-Hiba)
6. Girsu (Tello or Telloh)
7. Umma (Tell Jokha)
8. Hamazi 1
9. Adab (Tell Bismaya)
10. Mari (Tell Hariri) 2
11. Akshak 1
12. Akkad 1
13. Isin (Ishan al-Bahriyat)

(1địa điểm không chắc chắn)

(2một thành bang phía ngoài ở phía bắc Lưỡng Hà)
Các thành bang nhỏ (từ nam ra bắc):
1. Kuara (Tell al-Lahm)
2. Zabala (Tell Ibzeikh)
3. Kisurra (Tell Abu Hatab)
4. Marad (Tell Wannat es-Sadum)
5. Dilbat (Tell ed-Duleim)
6. Borsippa (Birs Nimrud)
7. Kutha (Tell Ibrahim)
8. Der (al-Badra)
9. Eshnunna (Tell Asmar)
10. Nagar (Tell Brak) 2

(2một thành bang phía ngoài ở phía bắc Lưỡng Hà)
Ngoài Mari, nằm cách 330 km (205 mi) phía tây bắc Agade nhưng được xếp vào danh sách vua vì có vương quyền ở Sơ kỳ Triều đại II, và tiền đồn Nagar, những thành phố này đều nằm trong đồng bằng phù sa Euphrates-Tigris, phía nam Baghdad, hiện nay là các vùng ủy trị Bābil, Diyala, Wāsit, Dhi Qar, Basra, Al-Muthannā và Al-Qādisiyyah của Iraq.

## Lịch sử
Các thành bang Sumer xuất hiện từ giai đoạn tiền sử Ubaid và Uruk. Lịch sử được ghi chép của người Sumer có từ trước thế kỷ 27 TCN, nhưng tư liệu khảo cổ vẫn còn mơ hồ cho tới đầu giai đoạn Sơ kỳ triều đại III (khoảng thế kỷ 23 TCN) khi một hệ thống chữ viết âm tiết cổ ra đời cho phép các nhà khảo cổ đọc được những tư liệu và văn bản lịch sử thời kỳ này. Sumer cổ đại kết thúc với sự trỗi dậy của Đế chế Akkad ở thế kỷ 23 TCN. Tiếp theo giai đoạn Guti, có một thời kỳ Phục hưng Sumer ngắn ở thế kỷ 21 TCN trước khi bị tộc người Semit Amorite xâm lược. "Triều đại Isin" của người Amorite tồn tại tới khoảng năm 1700 TCN khi cuối cùng Lưỡng Hà được thống nhất dưới sự cai trị của Babylonia. Người Sumer dần dần bị đồng hóa với người Akkad.
- Giai đoạn Ubaid: 5300–4100 TCN (đồ gốm Đồ đá mới tới Đồ đồng đá)
- Giai đoạn Uruk: 4100–2900 TCN (Cuối Đồ đồng đá tới Đồ đồng mới I)
  - Uruk XIV-V: 4100–3300 TCN
  - Giai đoạn Uruk IV: 3300–3000 TCN
  - Giai đoạn Jemdet Nasr (Uruk III): 3000–2900 TCN

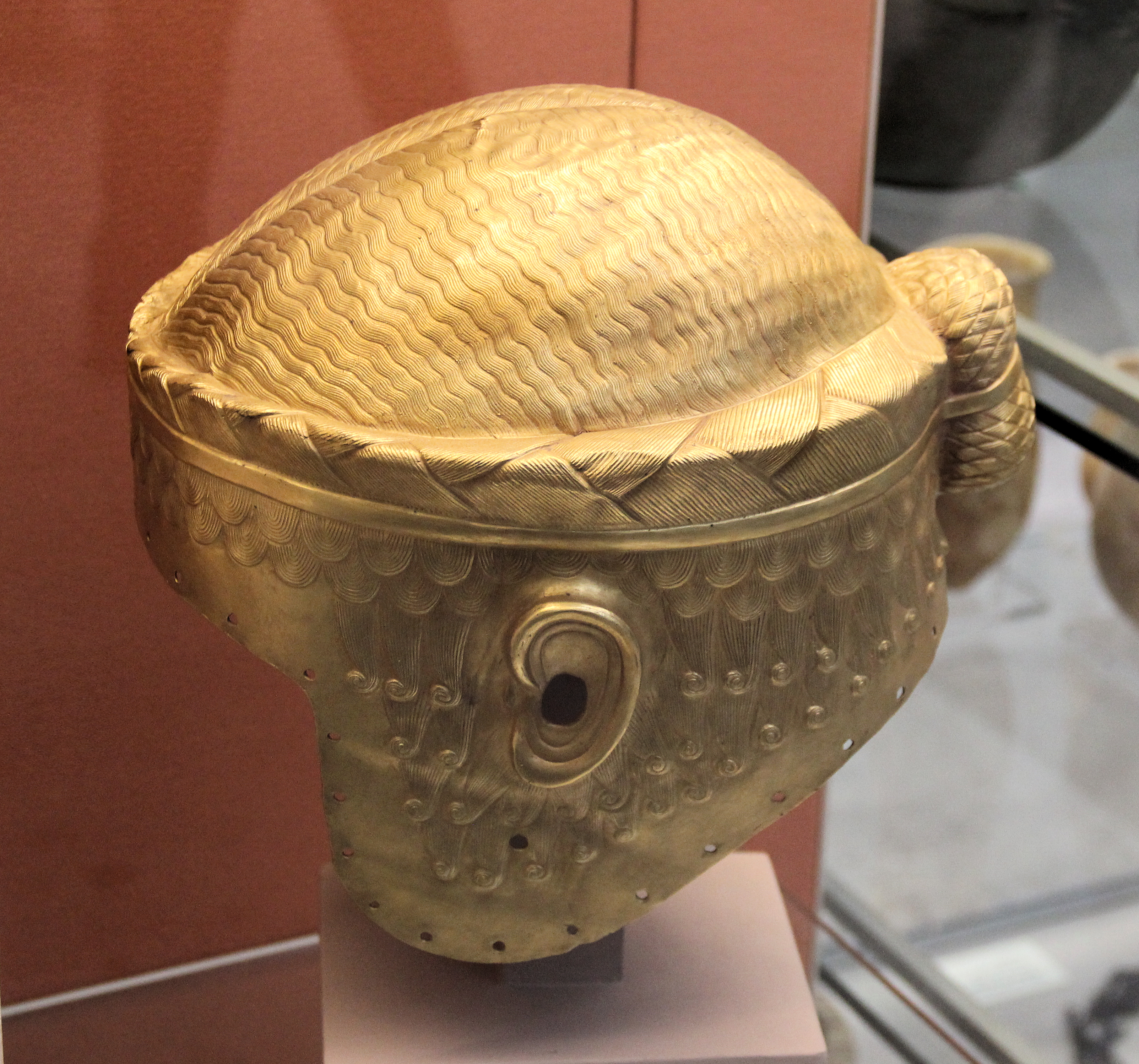
Mũ trụ bằng vàng của Meskalamdug, có thể là người sáng lập Vương triều Ur đầu tiên, thế kỷ 26 TCN.

- Giai đoạn Sơ kỳ triều đại (Đồ đồng mới II-IV)
  - Giai đoạn Sơ kỳ triều đại I: 2900–2800 TCN
  - Giai đoạn Sơ kỳ triều đại II: 2800–2600 TCN
  - Giai đoạn Sơ kỳ triều đại IIIa: 2600–2500 TCN
  - Giai đoạn Sơ kỳ triều đại IIIb: khoảng 2500–2334 TCN
- Giai đoạn Đế chế Akkad: khoảng 2334–2218 TCN
- Giai đoạn Guti: khoảng 2218–2047 TCN (Đầu thời kỳ đồ đồng IV)
- Giai đoạn Ur III: khoảng 2047–1940 TCN

### Nguồn gốc

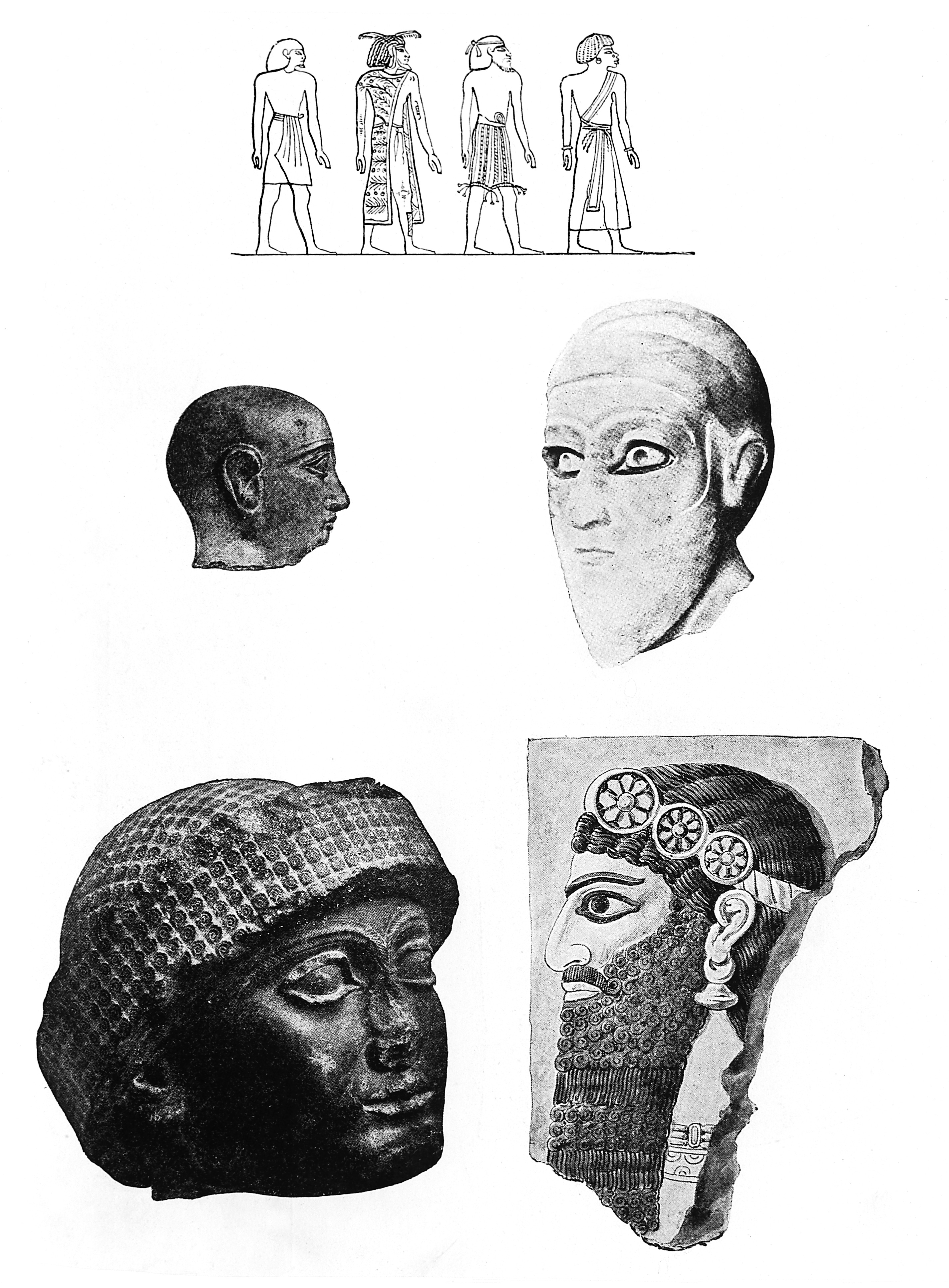
Nhân chủng học của người Sumer

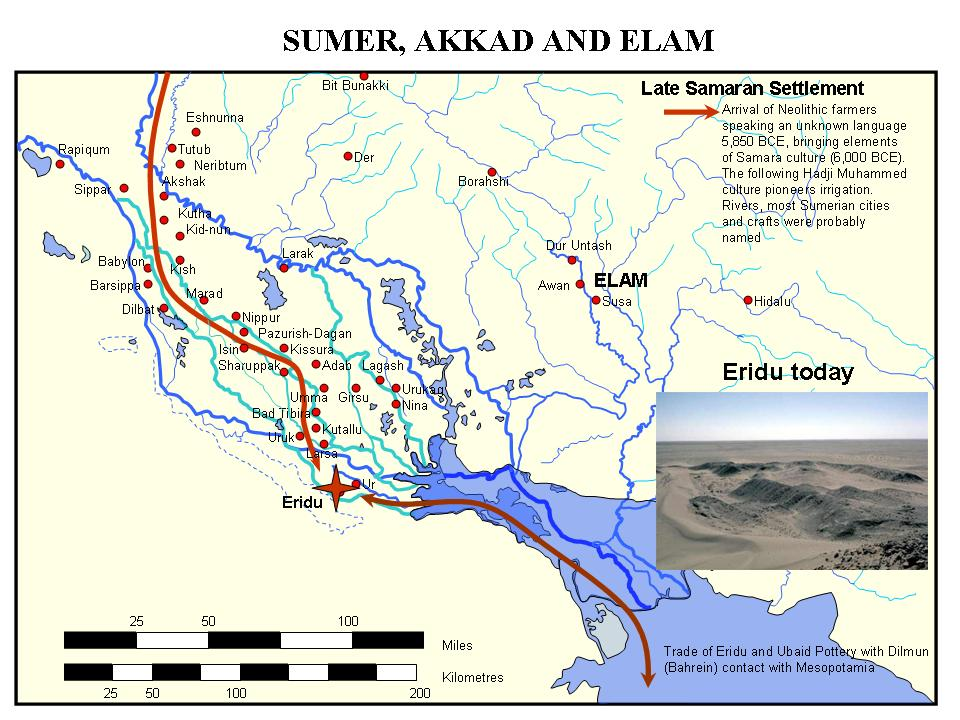
Những người nông dân đầu tiên từ Samarra di cư tới Sumer, và xây dựng các đền thờ cùng các khu định cư tại Eridu.

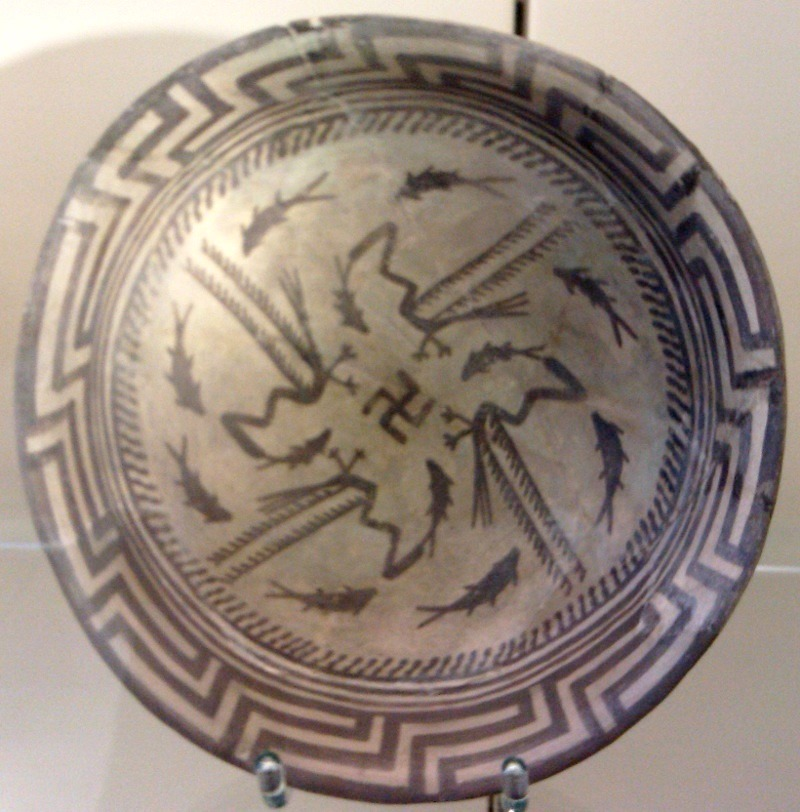
Bát Samarra, tại Bảo tàng Pergamonm, Berlin. Chữ Vạn ở giữa là được phục chế.

### Giai đoạn Uruk

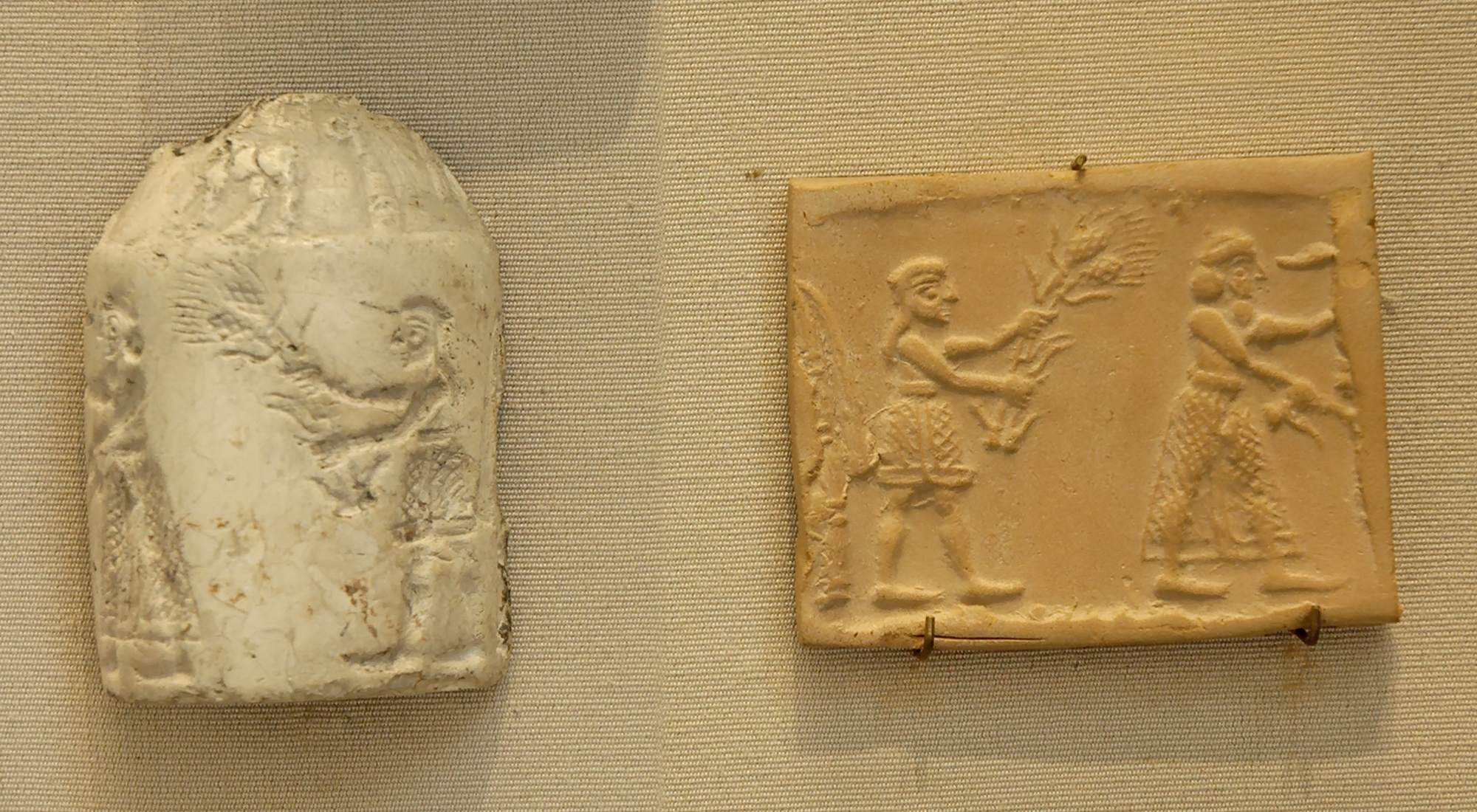
Con dấu hình trụ của thời kỳ Uruk và bản ấn, k.3100 TCN. Bảo tàng Louvre.

#### Triều đại thứ nhất của Lagash

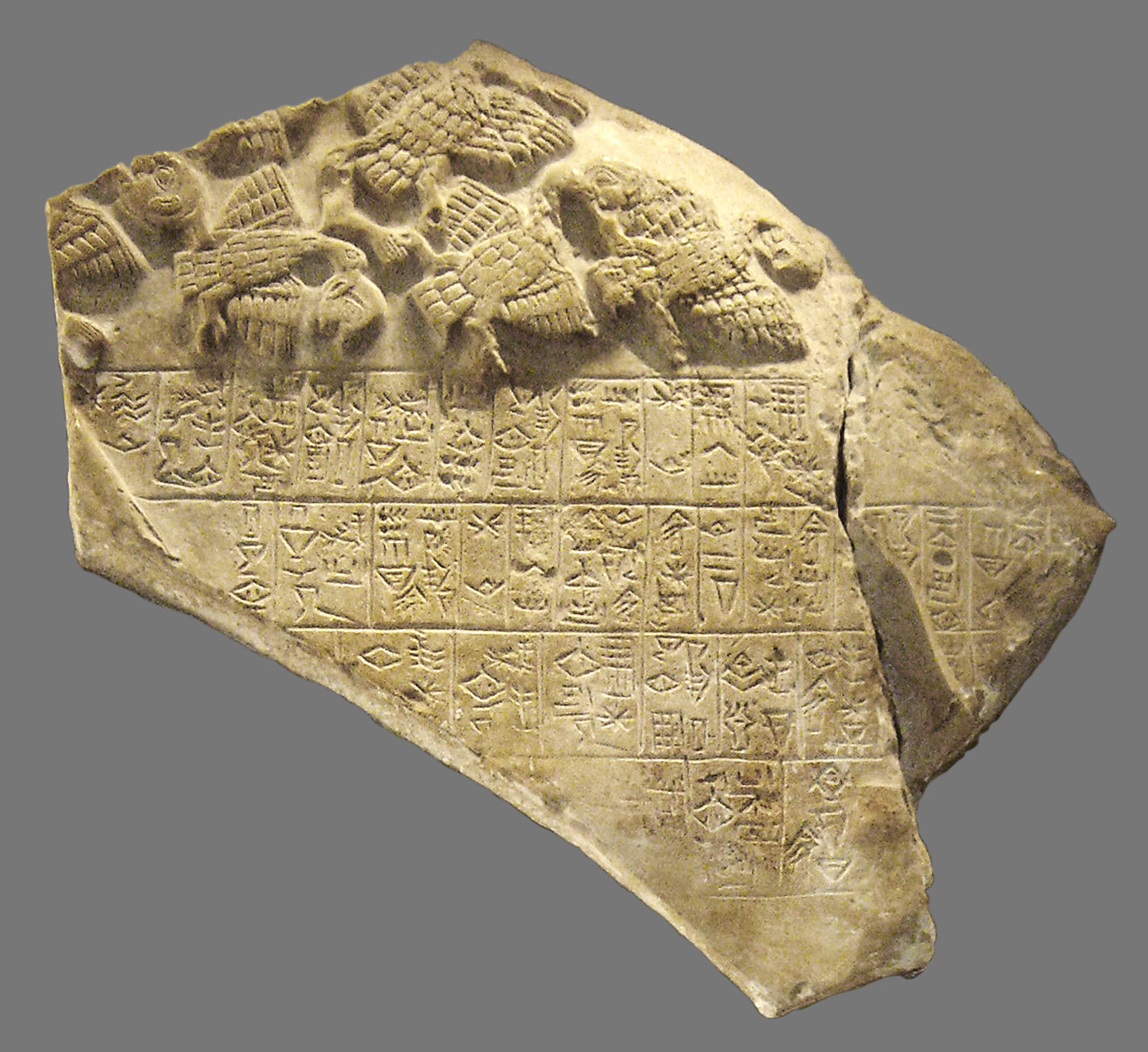
Mảnh bia chim kền kền của Eannatum

## Tôn giáo

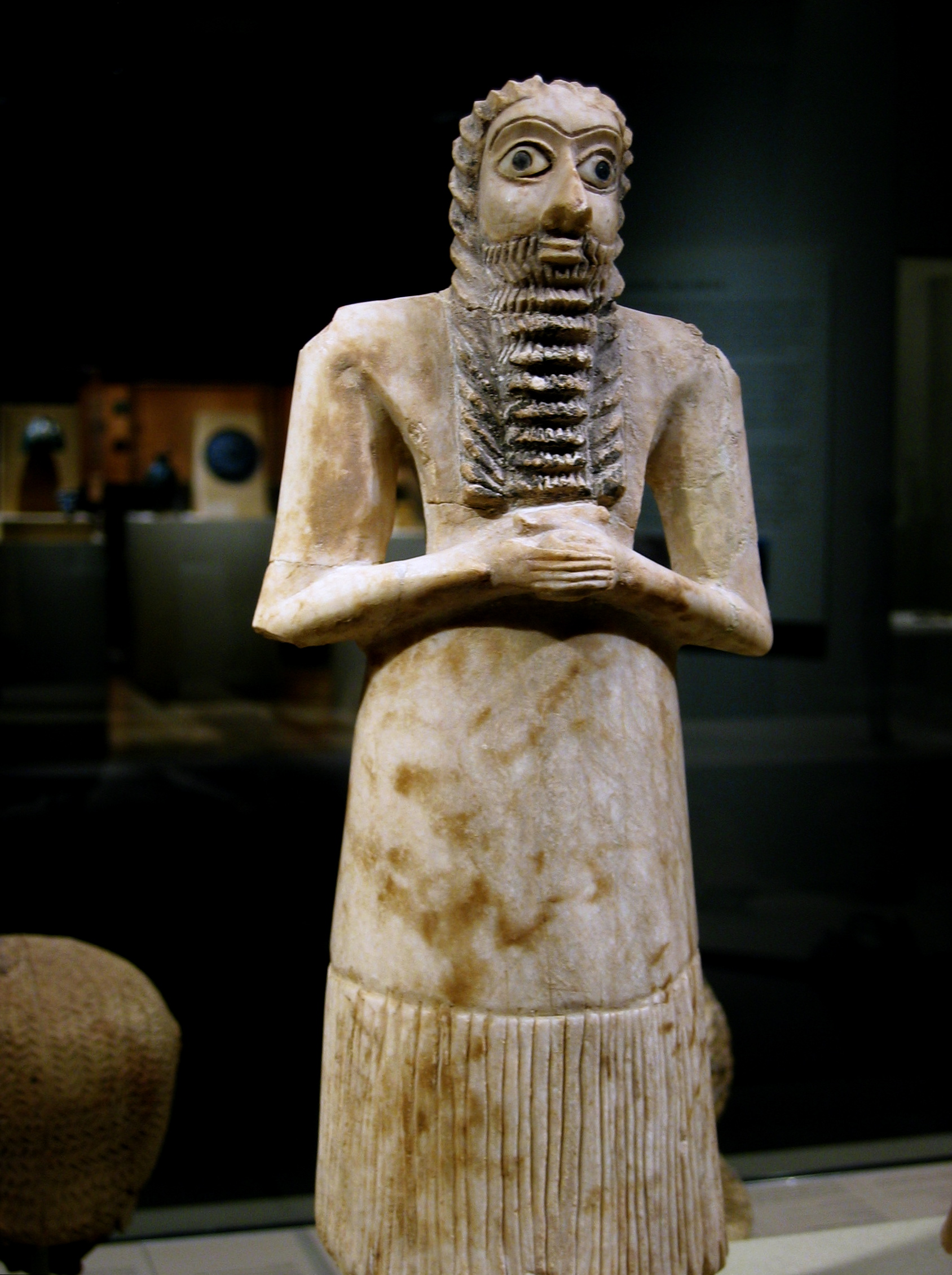
Hình người tạ ơn, Tell Asmar 2750–2600 TCN

### Nông nghiệp và săn bắt

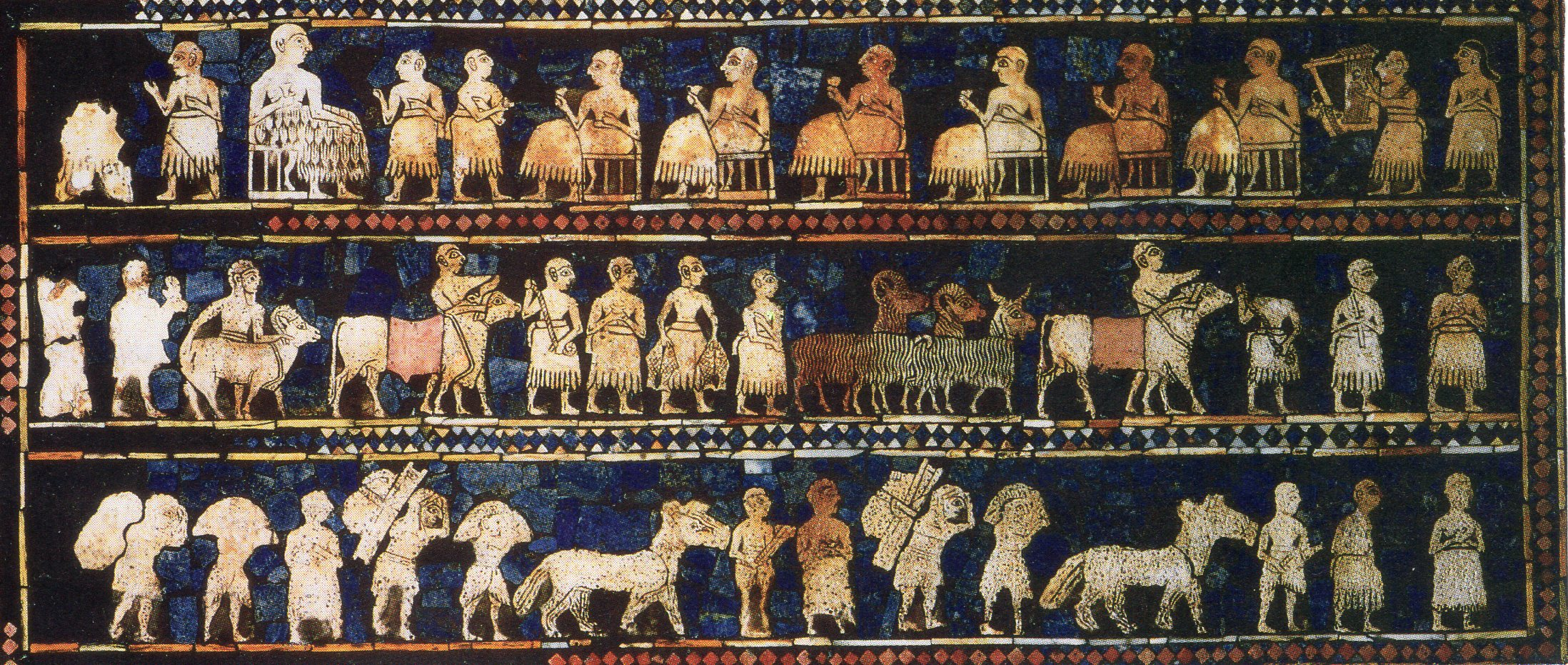
Khảm trên lăng mộ hoàng gia Ur, được làm từ lưu ly và vỏ sò, thể hiện thời thịnh trị

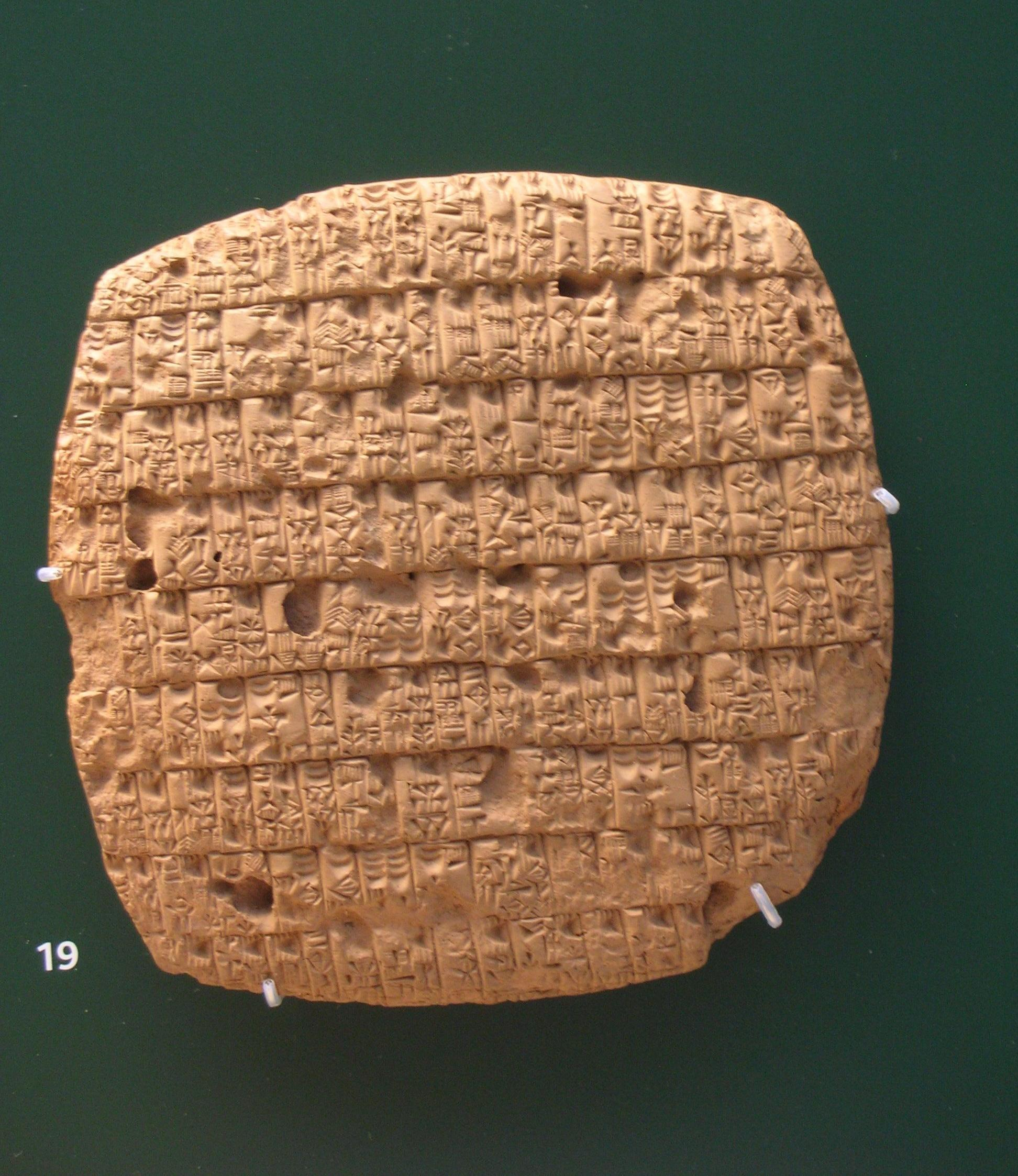
Một bản kê về việc phân chia lúa mạch được cấp hàng tháng cho những người trưởng thành và trẻ em được viết bằng chữ hình nêm trên bảng đất sét, viết vào năm thứ tư Triều Urukagina, k. 2350 TCN

#### Giao thương với thung lũng sông Ấn

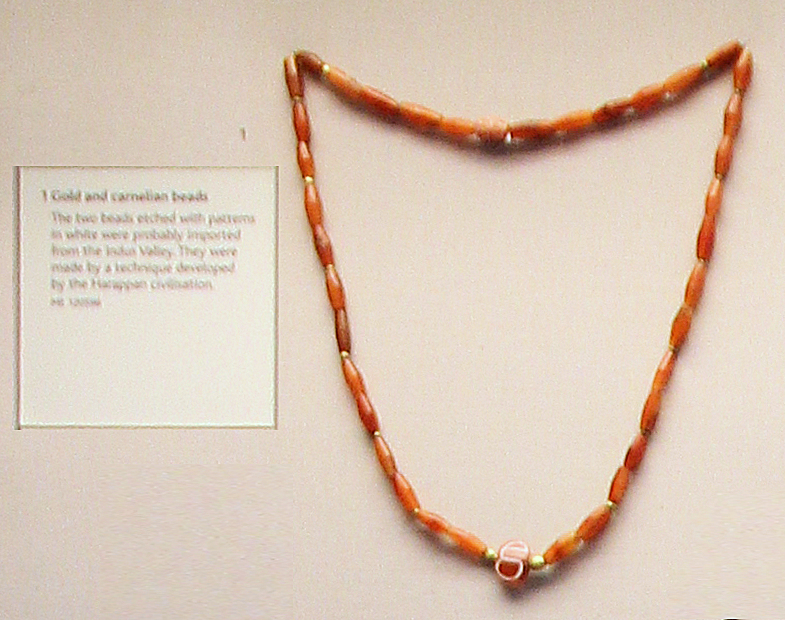
Chuỗi hạt có hoa văn được khắc màu trắng từ Nghĩa địa Hoàng gia, có niên đại từ Vương triều Ur đầu tiên, được cho là đến từ Thung lũng sông Ấn. Bảo tàng Anh.

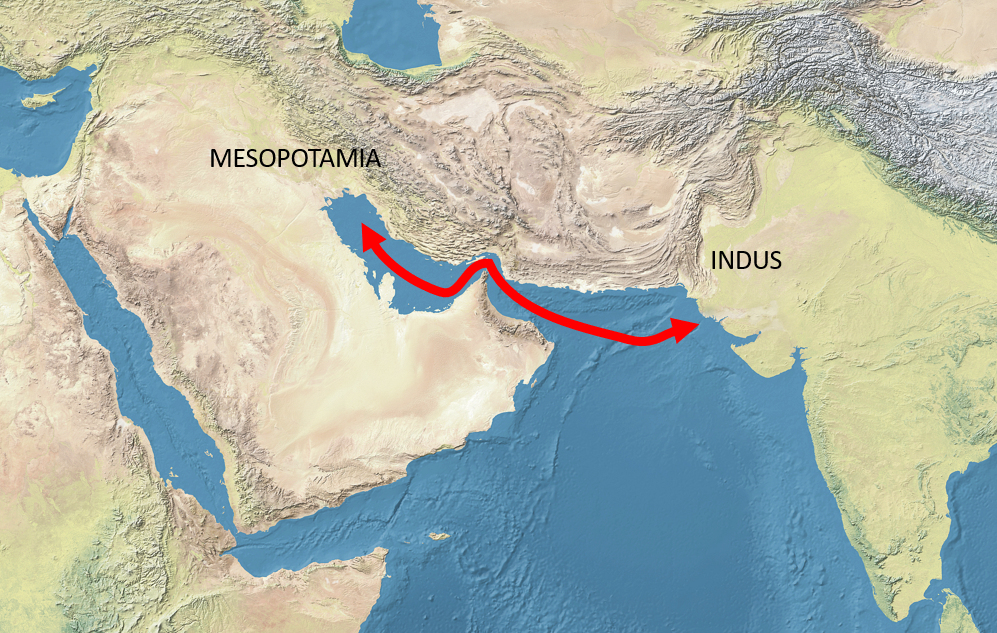
Các tuyến giao thương giữa Lưỡng Hà và Sông Ấn ngắn hơn đáng kể do mực nước biển thấp hơn trong thiên niên kỷ thứ 3 TCN.